# Лейша Хейли
Лейша Хейли (на английски: Leisha Hailey) е американска актриса и музикантка.
Най-известна е с ролята си на Алис Пиазеки в американския сериал „Ел Връзки“. В музикален план Хейли е свирила в поп-дуото The Murmurs и понастоящем е член на дуото Uh Huh Her. Тя се разкрива като лесбийка още на 17-годишна възраст.

## Биография
Хейли е родена в Окинава, Япония, но израства в Белвю, Небраска. Учи в Американската театрална академия в Ню Йорк, където се запознава с Хедър Гроуди. Двете сформират поп-рок дуото The Murmurs през 1991 г. Между 1991 и 1998 г. дуото издава общо 4 студийни албума и шест сингъла. Групата се разпада малко след като Хейли започва да се снима сериозно в телевизията.
Хейли получава първата си роля във филма „All Over Me“ през 1997 г. Година по-късно има епизодична роля в сериала „Ellen“ с Елън Дедженеръс; в него Хейли участва в епизода, в който Дедженеръс се разкрива като лесбийка на екран и в истинския живот. През 2003 г. Лейша получава ролята на бисексуалната журналистка Алис Пиазеки в новия сериал на Showtime „Ел Връзки“. Сериалът, чийто създател и сценарист е Айлин Чайкън, се задържа в ефир общо 6 сезона и приключва през 2009 г.
През 2007 г. Хейли сформира дуото Uh Huh Her с Камила Грей. Същата година двете издават EP-то „I See Red“, а на следващата – албума „Common Reaction“. Хейли е съавтор на песента на Шакира Don't Bother, издадена като сингъл през 2007 г.
Между 1996 и 2001 г. Лейша Хейли е в интимна връзка с певицата кей ди ланг. От 2006 г. Хейли има връзка с Нина Гардуно.